# Kornelius Normann Hansen
Kornelius Normann Hansen, né le 6 mai 2001 à Larvik en Norvège, est un footballeur norvégien qui évolue au poste de milieu offensif à l'Almere City.

## Biographie

### Débuts et formation
Né à Larvik en Norvège, Kornelius Normann Hansen commence le football dans le club local du Larvik Turn IF et joue également pour le IF Fram Larvik (en), situé dans la même ville. En 2017 il rejoint le Southampton FC où il évolue dans un premier temps avec les U18 du club. Il a l'occasion de s'entraîner avec le groupe professionnel mais n'a finalement jamais sa chance en compétition officielle.

### Stabæk Fotball
En fin de contrat avec le Southampton FC en juin 2020, il n'est pas conservé par le club anglais et rejoint librement le Stabæk Fotball,. 
Hansen joue son premier match sous ses nouvelles couleurs le 21 juin 2020, lors de la deuxième journée de la saison 2020 face au Vålerenga Fotball. Il entre en jeu à la place d'Oliver Valaker Edvardsen et les deux équipes se neutralisent (2-2 score final). Le 1er juillet 2020 il inscrit ses deux premiers buts pour Stabæk contre le Strømsgodset IF, en championnat. Ces deux réalisations permettent à son équipe de s'imposer (2-0 score final).

### Almere City
Le 10 janvier 2023, Kornelius Normann Hansen rejoint les Pays-Bas afin de s'engager en faveur de l'Almere City. Il signe un contrat de deux ans et demi, soit jusqu'en juin 2025.
Hansen marque son premier but pour Almere City le 16 avril 2023 contre le ADO La Haye, en championnat. Titulaire ce jour-là, il participe à la victoire de son équipe par trois buts à deux.

### En équipe nationale
Kornelius Normann Hansen est sélectionné avec l'équipe de Norvège des moins de 17 ans de 2017 à 2018. Avec cette sélection il se fait remarquer en réalisant un quadruplé contre Gibraltar lors de la large victoire de son équipe le 24 octobre 2017 (0-10 score final). Il est retenu avec les U17 pour participer au championnat d'Europe des moins de 17 ans en 2018. Il joue quatre matchs dont trois comme titulaire au poste d'ailier droit et son équipe est battue en quarts de finale par l'Angleterre (0-2).
Avec les moins de 19 ans il joue trois matchs en 2019, et inscrit but contre Saint-Marin le 12 octobre, contribuant à la large victoire des siens par huit buts à un.